# 2524 Budovicium
2524 Budovicium este un asteroid din centura principală, descoperit pe 28 august 1981 de Zdeňka Vávrová.